# فرودگاه شهری ترنتون (میزوری)
فرودگاه شهری ترنتون (میزوری) (به انگلیسی: Trenton Municipal Airport (Missouri)) یک فرودگاه همگانی باربری با کد یاتا TRX است که یک باند فرود آسفالت دارد و طول باند آن ۱۳۱۴ متر است. این فرودگاه در کشور ایالات متحده آمریکا قرار دارد و در ارتفاع ۲۳۱ متری از سطح دریا واقع شده است.